# Karjalainen Osakunta
Karjalainen Osakunta (förkortat KO, svenska: "Karelska nationen") är en finskspråkig studentnation vid Helsingfors universitet grundad 1905.

## Inspektorer
- Werner Söderhjelm 1905-1919
- Uno Lehtonen 1927
- Urpo Siirala
- Dennis Bamford 1996-

## Vännationer
- Savo-Karjalainen Osakunta, Åbo
- Västmanlands-Dala nation, Uppsala
- Helsingkrona nation, Lund
- Västmanlands och Södermanlands nation, Linköping
- Korp! Vironia, Tartu